# Anhalt-Köthen
L'Anhalt-Köthen fou un principat del Sacre Imperi Romanogermànic i des de 1807 un ducat d'Alemanya.
Va sorgir el 1396 per divisió del principat d'Anhalt-Zerbst. Després d'adquirir Anhalt-Bernburg el 1468 va procedir a una divisió de territoris amb Anhalt-Dessau i va sorgir un principat de Köthen amb demarcació territorial diferent. Es va extingir el 1552, passant a Anhalt-Dessau.
Es va crear de nou el 1603 en la divisió de la línia d'Anhalt-Zerbst (que emprava el nom d'Anhalt-Dessau des de l'extinció d'aquesta el 1561). Es va extingir el 1665 i va passar a Anhalt-Plötzkau, però aquesta línia va agafar llavors el nom d'Anhalt-Köthen. El 1755 es va separar la línia d'Anhalt-Pless, que va tornar nominalment a Köthen quan ja Pless no era sobirana, el 1846, però el 1847 en extingir-se aquesta, va passar als Hochberg que foren prínceps mediatitzats de Pless, mentre que el mateix Köthen (Plötzkau) passava a Dessau.

## Primer principat d'Anhalt-Köten
- Albert III 1396-1423
- Valdemar IV 1423-1435 (co-príncep)
- Adolf 1423-1473 (co-príncep fins a 1435)
- Valdemar VI d'Anhalt Dessau 1471-1508 (co-príncep)
- Albert IV 1473-1475
- Wolfgang 1508-1552

## Segon principat d'Amhalt-Köthen (des de 1807 ducat)
Lluís 1603-1649
- Guillem Lluís 1649-1665
- A Anhalt-Plötzkau 1665
- Anhalt-Plötzkau adopta el nom de Anhalt-Köthen
- Leberecht de Plötzkau 1665-1669
- Manel 1669-1670
- Manel Leberecht Pòstum 1671-1704
- Leopold 1704-1728
- August Lluís 1728-1755
- Carles Jordi Leberecht 1755-1789
- August Cristià Frederic (duc 1807) 1789-1812
- Lluís August Emili 1812-1818
- Ferran 1818-1830
- Enric 1830-1847